# Impossible (chanson de Captain Hollywood Project)
Pour les articles homonymes, voir Impossible (homonymie).
Singles de Captain Hollywood Project
All I Want
(1993) Flying High
(1994)
Impossible est un titre dance de Captain Hollywood Project sorti en septembre 1993, produit et mené par le rappeur/danseur connu sous le pseudonyme de Captain Hollywood, Tony Dawson-Harrison. C'est aussi le dernier et quatrième single extrait de leur premier album "Love Is Not Sex". Ce titre qui a connu un certain succès dans plusieurs pays et sur les pistes de danse même s'il ne rencontre pas le même succès que sur les deux premiers singles More And More et Only With You, a été revisité en version radio beaucoup moins longue et totalement différente de la version originale qui figure dans l'album, il a été classé à la 12e place dans le classement en Allemagne, en Suisse à la 18e place et aussi en Suède où le single a mieux marché et s'est classé à la 4e place.